# Postzegelboekje

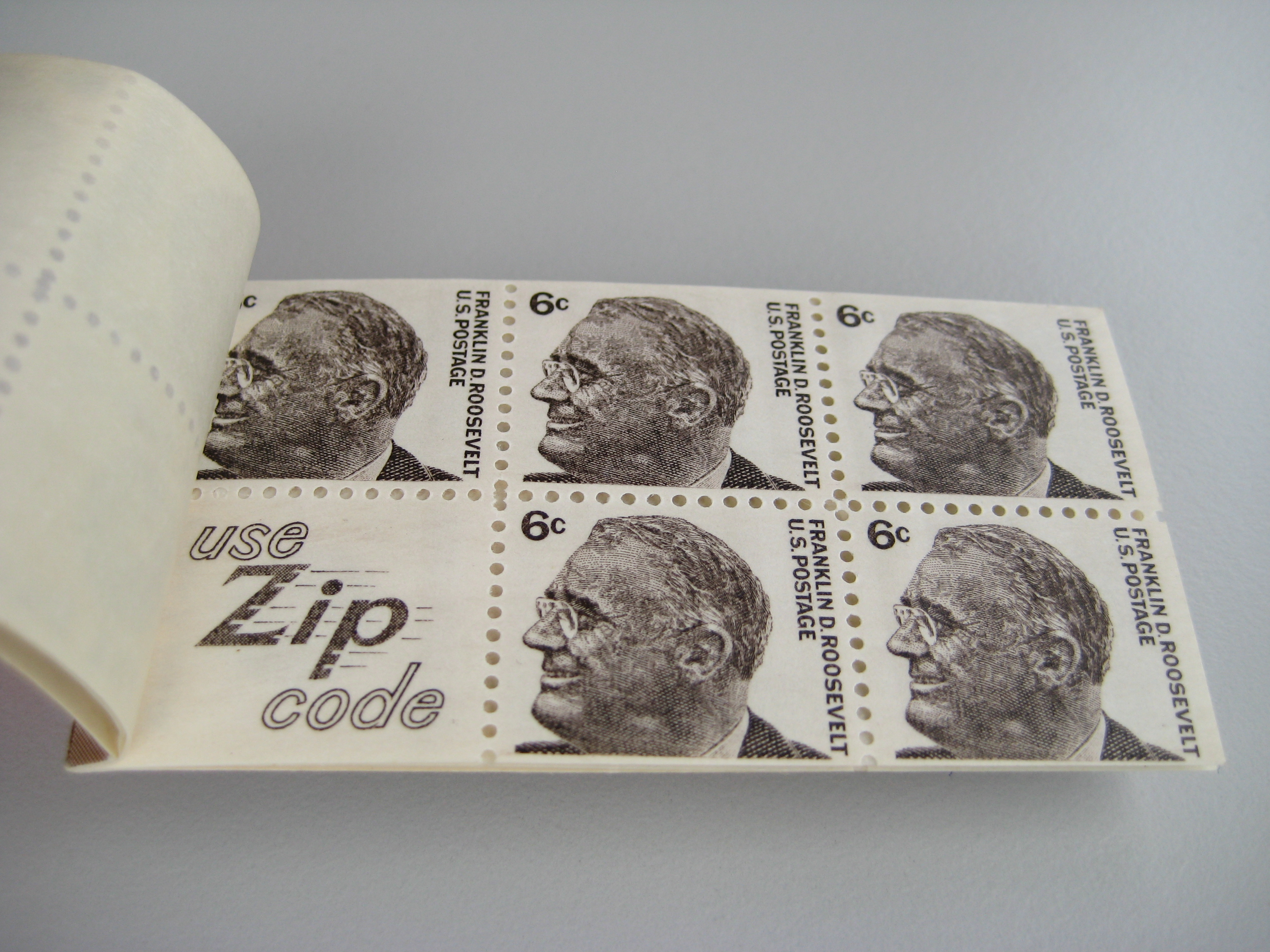
een Amerikaans postzegelboekje uit 1968.

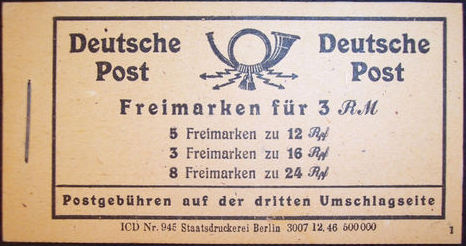
een Duits postzegelboekje met postzegels van verschillende waarden.

Een postzegelboekje bestaat uit een aantal postzegels die zijn gebundeld tot een boekje. Postzegelboekjes werden in eerste instantie aan het loket verkocht. In Nederland verschenen de eerste postzegelboekjes in 1902. Om de extra kosten voor het bundelen van de zegels te dekken, werd 1 cent toeslag in rekening gebracht. Later werd op het schutblad reclame gedrukt om deze kosten te compenseren. Postzegelboekjes werden in de begintijd meestal vervaardigd uit delen van postzegelvellen, waarbij de hechting plaatsvond door middel van nietjes op de velrand. Later werden postzegelboekjes afzonderlijk vervaardigd.

## Automaatboekjes in Nederland
In 1964 verschenen de eerste Nederlandse postzegelboekjes die geschikt waren voor uitgave via een automaat. Het voordeel van de automatenverkoop van boekjes ten opzichte van die van losse postzegels was dat de instelling van de automaat vastgesteld kon worden op 1 gulden (later op veelvouden van 1 gulden), wat de automaten eenvoudiger van constructie maakte en het teruggeven van wisselgeld overbodig maakte.
De postzegels, met een totale waarde van 1, 2, 3 of 4 gulden, werden in twee rijen boven elkaar (bij liggende zegels; twee kolommen naast elkaar bij staande zegels) gedrukt, waarbij een andreaskruis werd gedrukt op de overgebleven niet te gebruiken zegels. Hiermee werd voorkomen dat deze konden worden gebruikt als basis voor vervalsingen. Links van de zegels bevond zich een tab waarmee de zegels in een dubbelgevouwen stukje karton werden geplakt. Deze tab was aanvankelijk onbedrukt; later werden hierop mededelingen van de Post gedrukt, zoals tarieven en reclames voor diensten. Aan de boven- en onderrand van het boekje waren de zegels ongetand. De rechterzijde was aanvankelijk getand vanwege het vervaardigingsproces van de boekjes; naderhand werd ook deze zijde ongetand, zodat er geen perforatie meer was behalve daar waar deze noodzakelijk was voor het gebruik.
Door toegenomen vandalisme en andere ontwikkelingen zijn in de jaren 90 de automaten uit het straatbeeld verdwenen.

## Hangboekjes in Nederland
Na het verdwijnen van de automaatboekjes werden aan het loket in plaats hiervan vooral velletjes postzegels verkocht. Hieruit werden de zogenaamde hangboekjes ontwikkeld. Deze postzegelboekjes kunnen aan een houder achter de balie worden opgehangen, in het zicht van de klant.